# Pieczareczka jedwabista
Pieczareczka jedwabista (Leucoagaricus sericifer (Locq.) Vellinga) – gatunek grzybów z rodziny pieczarkowatych (Agaricaceae).

## Systematyka i nazewnictwo
Pozycja w klasyfikacji według Index Fungorum: Leucoagaricus, Agaricaceae, Agaricales, Agaricomycetidae, Agaricomycetes, Agaricomycotina, Basidiomycota, Fungi.
Po raz pierwszy zdiagnozował go w 1952 r. Marcel Locquin, nadając mu nazwę Pseudobaeospora sericifera. Obecną, uznaną przez Index Fungorum nazwę nadał mu Else Vellinga w 2000 r.
Synonimy:

- Lepiota cristata var. sericea Cool 1922
- Lepiota sericata Kühner & Romagn. 1953
- Lepiotasericatella Malençon 1970
- Lepiota sericea (Cool) Huijsman 1943
- Lepiota sericifera (Locq.) Locq. 1956
- Leucoagaricus sericatellus (Malençon) Bon 1979
- Leucoagaricus sericeus (Cool) Bon & Boiffard 1979
- Leucoagaricus sericifer f. sericatellus (Malençon) Vellinga 2000
- Pseudobaeospora sericatella (Malençon) M.M. Moser 1986
- Pseudobaeospora sericifera Locq. 1952
- Sericeocybe sericifer (Locq.) Doss. 2002
- Sericeocybe sericatellus (Malençon) Bon 1980
- Sericeocybe sericatus (Kühner & Romagn.) Heinem. 1978
- Sericeocybe sericatus var. sericatellus (Malençon) Heinem. 1978
- Sericeocybe sericeus (Cool) Contu 1991
- Sericeocybe sericifer (Locq.) Døssing 1991

Polską nazwę zarekomendowała Komisja ds. Polskiego Nazewnictwa Grzybów przy Polskim Towarzystwie Mykologicznym w 2024 r.

## Morfologia
U formy sericifer podstawki 4-zarodnikowe, cheilocystydy duże, wyraźnie baryłkowate z długą szyjką i lekko poszerzoną główką, u formy sericatellus podstawki 2-zarodnikowe, cheilocystydy niewielkie i bez główki. W cheilocystydach brak kryształków. Owocniki po wysuszeniu brązowe.

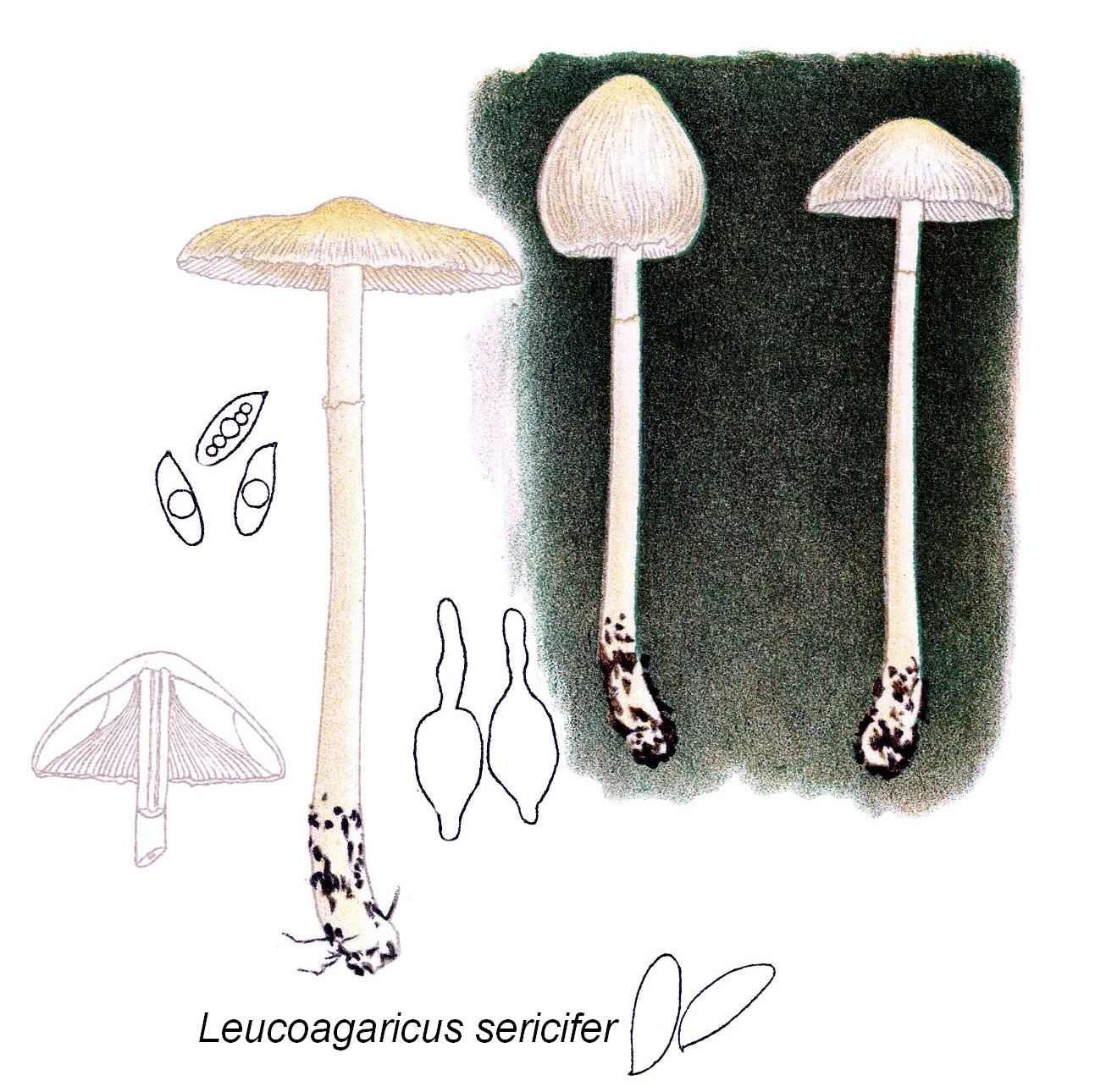

## Występowanie i siedlisko
Leucoagaricus sericifer znany jest w niektórych krajach Europy i w stanie Waszyngton w USA. Brak go w opracowaniu W. Wojewody z 2003 roku. Jego występowanie w Polsce w 2018 r. podali Gierczyk i in.